# Angela Schmid (Schauspielerin)
Angela Schmid, auch Angela Schmidt (* 1936 in Stuttgart) ist eine deutsche Schauspielerin.

## Leben
Die Tochter eines Musikprofessors und einer Sängerin besuchte nach dem Abitur eine Schauspielschule. Ihr erstes Engagement erhielt sie in Krefeld. Dort spielte sie Hedwig in Die Wildente, worauf sie Gustaf Gründgens noch während der Spielzeit 1959/60 an das Schauspielhaus in Hamburg verpflichtete.
Dort verkörperte sie Lesbia in Hebbels Gyges und sein Ring, Gustchen in Lenz/Brechts Der Hofmeister und Desdemona in Othello. 1963 wechselte sie an das Staatstheater Kassel, 1964 zum Schauspielhaus Köln. Hier war sie als Viola in Was ihr wollt, Gretchen in Faust, Katrin in Mutter Courage und ihre Kinder (Regie Peter Palitzsch), in der Titelrolle von Strindbergs Fräulein Julie und als Zoe in Saunders’ Ein Duft von Blumen zu sehen.
1965 erhielt sie den Förderpreis des Landes Nordrhein-Westfalen für junge Künstlerinnen und Künstler.
1968 kehrte sie an das Hamburger Schauspielhaus zurück, wo sie bis 1979/80 an weiteren insgesamt 37 Produktionen mitwirkte. Sie spielte u. a. Amalia in Die Räuber (Regie Egon Monk), Luise in Kabale und Liebe (Regie Hans Peter Kaufmann), Marie in Woyzeck (Regie Niels-Peter Rudolph), Agnes Sorel in Die Jungfrau von Orleans (Regie Wilfried Minks) und trat unter der Regie von Claus Peymann in Uraufführungen von Stücken Thomas Bernhards auf, nämlich als Johanna in Ein Fest für Boris (1970) und als Königin der Nacht in Der Ignorant und der Wahnsinnige (1972). In der Uraufführung von Bernhards Über allen Gipfeln ist Ruh (1982 Ludwigsburger Schlossfestspiele/Schauspielhaus Bochum) war sie als Fräulein Werdenfels zu sehen.
1983 trat sie im Thalia Theater als Michaline in Hauptmanns Michael Kramer auf. Regie führte Rudolf Noelte, in dessen berühmter Inszenierung des Molièreschen Menschenfeinds von 1975 am Hamburger Schauspielhaus sie als Eliante mitgewirkt hatte. 1986 ging sie an das Schauspielhaus Bochum, wo sie mehrmals unter der Regie von Andrea Breth auf der Bühne stand. 1992 folgte sie Breth an die Schaubühne in Berlin.
Gastspiele führten Angela Schmid zu den Salzburger Festspielen als Octavia in Shakespeares Antonius und Cleopatra und an verschiedene andere Theater. Bei den Ruhrfestspielen in Recklinghausen sah man sie 1997 als Frau Alving in Ibsens Gespenster (Regie Hansgünther Heyme) und 2007 als Fräulein Schneider in dem Musical Cabaret (Regie Ulrich Waller). 2003 stand sie als morphiumsüchtige Mary Tyrone in Eugene O’Neills Eines langen Tages Reise in die Nacht am Ernst-Deutsch-Theater in Hamburg auf der Bühne. 2013 war sie in Elfriede Jelineks Die Kontrakte des Kaufmanns (Regie: Boris von Poser) im Schloss Neuhardenberg zu sehen.
Beim Fernsehen übernahm Angela Schmid nur sporadisch einige Rollen. In dem dokumentarischen Spielfilm Der Fall Bachmeier – Keine Zeit für Tränen war sie als Freundin der Hauptdarstellerin zu sehen.

## Filmografie (Auswahl)
- 1962: Leben des Galilei
- 1962: Annoncentheater. Ein Abendprogramm des Deutschen Fernsehens im Jahre 1776
- 1963: Wassa Schelesnowa
- 1972: Der Ignorant und der Wahnsinnige (Aufzeichnung von den Salzburger Festspielen)
- 1973: Im Schillingshof (Fernsehfilm)
- 1974: Die Jungfrau von Orleans
- 1976: Der Menschenfeind
- 1977: Frauen in New York
- 1980: Berlin Alexanderplatz (Mehrteiler)
- 1981: Der Schatz des Priamos
- 1982: Tränen im Kakao
- 1982: Tatort: Blaßlila Briefe
- 1982: Tatort: Kindergeld
- 1983: Die Krimistunde (Fernsehserie, Folge 5, Episode: „Glockenschlag der Wahrheit“)
- 1983: Über allen Gipfeln ist Ruh’
- 1984: Michael Kramer
- 1984: Der Fall Bachmeier – Keine Zeit für Tränen
- 1986: Die Krimistunde (Fernsehserie, Folge 20, Episode: „Freundin gesucht“)
- 1998: Nachspiel
- 2001: Bella Martha

## Hörspiele (Auswahl)
- 1966: Fred Hoyle: Die schwarze Wolke (Ann Halsey) – Regie: Otto Düben (Hörspielbearbeitung, Science-Fiction-Hörspiel – WDR)
- 1991: Karl-Heinz Bölling: Der Rentner – Regie: Hans Gerd Krogmann
- 2006: Friedrich Christian Delius: Die Minute mit Paul McCartney – Regie: Christiane Ohaus (Hörspiel – RB/WDR)